# Moving Pictures
Moving Pictures – ósmy studyjny album kanadyjskiej grupy Rush.

## Lista utworów
1. "Tom Sawyer" – 4:33
2. "Red Barchetta" – 6:06
3. "YYZ" – 4:24
4. "Limelight" – 4:19
5. "The Camera Eye" – 10:56
6. "Witch Hunt (Part III of Fear)" – 4:43
7. "Vital Signs" – 4:43